# Lupinaster thompsonii
Lupinaster thompsonii là một loài thực vật có hoa trong họ Đậu. Loài này được (C.V. Morton) Latschaschvili mô tả khoa học đầu tiên năm 1976.